# Tiempo de Cine
Tiempo de Cine fue una revista de cine fundada en 1960 en Buenos Aires, Argentina por Cine Club Núcleo, que aparecía con regularidad bimestral o trimestral, pero hacia mediados de la década se interrumpió por tres años, publicándose en 1968 el último ejemplar. Estaba impresa en blanco y negro y contenía mucho texto, con letra chica. Era conducida por un consejo directivo integrado, entre otros, por Salvador Sammaritano, Víctor Iturralde y José Agustín Mahieu.

## Contenido
La revista estimuló el desarrollo de una crítica seria, de carácter analítico, escrita por especialistas, modernizando, sistematizando y actualizando la profesión para que quienes la ejercieran tuvieran una formación específica en el tema, como sucedía con la crítica literaria o teatral. A la par que propiciaba un mayor profesionalismo, tenía una posición de defensa de un cine moderno, por oposición al clásico-industrial. En su orientación se advierten influencias tanto de publicaciones de cine como culturales del país y el extranjero. Entre estas últimas estaban las revistas de cine más importantes, incluso con modelos teóricos contrapuestos como Cinema Nuovo cuyo director Guido Aristarco era un marxista gramsciano que proponía un cine comprometido con lo real, lo social y lo político, y Cahiers du Cinéma, que requería asumir una condición mucho más autosuficiente, menos política, si bien ambas coincidían en que el neorrealismo italiano era un modelo estético clave. Por otra parte, la mayoría de las publicaciones importantes se interesaba por el cine moderno y es así que casi en todos los ejemplares de Tiempo de Cine había notas y ensayos sobre los grandes autores del momento, desde la nouvelle vague hasta Antonioni y Visconti. La noción de “autor”, una de las claves de la crítica francesa, se destaca siempre, al igual que el concepto de “puesta en escena”.
Más allá de las coincidencias que podían tener los colaboradores, había diferencias de opinión en las notas. Se reivindicaba, sobre todo, el cine europeo, y los “nuevos cines”, de Francia a Japón, de Estados Unidos a Europa Oriental y, dentro del país, lo que sería conocido como Generación del ’60. Tiempo de Cine tenía una sección dedicada a criticar los estrenos del viejo cine de Estudios en tanto abundaban las entrevistas a Rodolfo Kuhn, Torre Nilsson, José Martínez Suárez y personalidades similares. Los editoriales, de tono muy combativo, se ocupaban con frecuencia de cuestiones de política cinematográfica: el sistema de créditos y subsidios, los problemas de la distribución y exhibición, la censura, el carácter restrictivo del establishment. 
La revista estaba inmersa en un caldo de cultivo cultural local, con elementos en general posteriores a la caída del peronismo, salvo algún caso anterior como el de la cultura de cineclubes, que venía desde fines de la década de 1940, como los debates alrededor de la relación entre cultura, política y literatura, dados por las revistas Contorno y Ver y Estimar, que dirigía Jorge Romero Brest, y que apuntaba a inscribir la cultura argentina en el seno de la cultura universal, a “modernizarla”. La modernización fue vista en un primer momento muy asociada al frondicismo, por lo que cuando el mismo decepcionó apareció un clima de malestar, de insatisfacción cultural, reflejada en las ediciones.

## Colaboradores
Entre los críticos estables se encontraban Edgardo Cozarinsky, Mabel Itzcovich y Carlos Burone y entre los colaboradores no permanentes, Jorge Miguel Couselo, Domingo Di Núbila, Tomás Eloy Martínez, Enrique Raab, Ernesto Schoo y Horacio Verbitsky. Tenía como corresponsales extranjeros, al italiano Guido Aristarco, al uruguayo Homero Alsina Thevenet y al estadounidense George Fenin.

## Desarrollo
La publicación llegó a tirar 5000 ejemplares, más que las europeas contemporáneas y que muchas especializadas posteriores. La financiaban el Cine Club Núcleo, la venta de ejemplares y la publicidad, de preferencia en la contratapa, su respectiva retiración y la retiración de tapa y, a veces, ocupaba una página final o pequeños recuadros intercalados en interiores.
Tiempo de Cine llegó a tener (a los tres años de empezar) una pequeña audición por Radio Rivadavia.
A mediados de la década de 1960 su publicación se hizo irregular, y en 1968 apareció el último ejemplar. 

## Directiva
Comenzaron formando su Comisión Directiva José Agustín Mahieu, Salvador Sammaritano, Héctor V. Vena y Víctor Iturralde; desde el N.º 6 este último dejó de integrarla aunque continuó como colaborador; a partir del N° 14 tampoco apareció Mahieu en la nómina de ese cuerpo. En el N° 12 Antonio Salgado apareció como secretario de Redacción y en el siguiente se le agregó Franco Mogni. Al último número, figuraban Salgado como jefe de Redacción y Daniel Mario López y Alberto Ojam, como secretarios. El diagramador de los dos primeros números fue Rogelio Polesello y Quino colaboró como dibujante durante toda la trayectoria.

## Datos
- Publicación del Cine Club Núcleo y editada en conjunto con la Editorial Guía Práctica.
- Lugar de edición: Buenos Aires.
- Fecha de publicación: marzo/abril de 1960 – agosto/septiembre de 1968.
- Consejo Directivo: José Agustín Mahieu, Salvador Sammaritano, Héctor V. Vena y Víctor.